# Alexandre José Bortolato
Alexandre José Bortolato (nacido el 10 de noviembre de 1973) es un exfutbolista brasileño que se desempeñaba como delantero.
Jugó para clubes como el Montedio Yamagata.

## Trayectoria

### Clubes
| Club              | País  | Año  |
| ----------------- | ----- | ---- |
| Montedio Yamagata | Japón | 2003 |

## Estadística de carrera

### J. League
| Club              | Año   | J. League | J. League | Copa J. League | Copa J. League | Total | Total |
| Club              | Año   | Part.     | Goles     | Part.          | Goles          | Part. | Goles |
| ----------------- | ----- | --------- | --------- | -------------- | -------------- | ----- | ----- |
| Montedio Yamagata | 2003  | 15        | 1         | -              | -              | 15    | 1     |
| Total             | Total | 15        | 1         | 0              | 0              | 15    | 1     |